# 자유형 (형벌)
자유형(自由刑)은 범인의 신체적인 자유를 박탈하는 형벌로써 대표적인 것으로는 징역형과 금고형이 있다.

## 역사
자유형은 주로 근대 이후(18 세기 이후)에 채용되게 된 형벌이다. 이것은 인도주의가 대두됨에 따라서 사형과 신체형이 가혹한 것이며, 억제되어야 한다는 생각이 퍼졌으며, 징역형 기간을 선택하는 것에 의해 형벌의 경중을 비교적 용이하게 할 수 있다는 편리성이 주목받게 됨에 따라 등장하였다.
산업혁명등에 따른 산업구조의 변화로부터 수형자들을 공장 노동력으로 사용하는 길이 열린 것 등도 자유형이 증가한 이유가 되었다.

## 기능
자유형은 현대 여러 나라의 형사입법에 있어서 형벌체계 중 중심적인 형벌작용을 영위하고 있으며 그런만큼 가장 광범하게 사용되고 있다. 자유형이란 수형자의 신체적 자유의 박탈을 내용으로 하는 형벌이며 형법의 징역형·금고형·구류형이 이에 해당한다. 자유형은 옛날에는 유배형에서 보는 바와 같이 범죄자의 사회적 격리작용의 점에서 중시되었다. 그러나 현대의 행형사상(行刑思想)에서는 수형자의 행형에 의한 교화·개선작용의 점에서 중시된다.

## 같이 보기
- 명예형
- 생명형
- 신체형
- 재산형